# 이메일 기반 메시지 서비스
이메일 기반 메시지 서비스(- 基盤 -, E-Mail Based Messeage Service, EMS)는 일본 휴대 전화 통신사 5사에서 제공하는 휴대 전화용 메시지 부가 서비스이다.
이 서비스는 타 통신회사간 메시지 전송이 불가능한 일본의 통신환경과, MMS가 없는 일본에서 60자 이상의 글자와 멀티미디어 전송이 불가능한 SMS를 극복하기 위해 만들어졌다.
휴대 전화 번호가 아닌 휴대전화마다 배부받는 전자 우편 주소를 사용한다.
EMS는 3GPP 기술 사양 3GPP TS 23.040 (최초 이름: GSM 03.40)에 정의되어 있다.

## 요금
요금은 한달에 일정하게 부과되는 부가서비스 요금과 전송한 양(KB)만큼 부과되는 3G 데이터 패킷으로 이루어진다. 수신과 발신에 모두 요금이 부과되고, 용량이 커질 경우 부과되는 요금이 기하급수적으로 증가한다는 단점이 있다.

## 사용되는 이메일 서버
- docomo.ne.jp - NTT도코모 이용자수 No1
- i.softbank.jp - 소프트뱅크(구형 아이폰 전용)
- softbank.ne.jp - 소프트뱅크
- ezweb.ne.jp - au
- disney.ne.jp - 디즈니모바일